# 和歌山放送
株式会社和歌山放送（わかやまほうそう、Wakayama Broadcasting System Co., Ltd.）は、和歌山県を放送対象地域として中波放送（AM放送）をする特定地上基幹放送事業者である。略称はWBSであるが、ロゴタイプが英字の小文字ベースであることもありwbsと表記される場合が多い。JRNとNRNのクロスネット局。1959年4月1日に全国41番目に開局した（開局当初は、和歌山市寄合町15番地に本社があった）。

## 概要
毎日新聞社が筆頭株主のラジオ放送局で（南海電気鉄道も毎日新聞社と同比率で筆頭株主となっている）、毎日新聞の友好会社という位置付けである。そのため、毎日新聞の紙面には、当局の番組紹介が毎日掲載されており、またwbsでも毎日新聞のCMが放送されている。また、wbs本社内には毎日新聞の関係会社でもあるMBSラジオ（JNN・JRN・NRNの在阪準キー局）の記者詰所がある。
地域密着型の放送を展開するため、平日日中の『つながるワイド』枠では和歌山・田辺白浜・新宮の各放送支局ごとに異なる番組を放送している。このため、田辺と新宮の両支局に独自のスタジオが設けられている。かつて、地域別放送は東京、大阪を除く大半の民放AM局で実施されていたが、実施する局や放送時間は年々減っている。平日の帯番組で2時間の生放送は当局が唯一である。
しかし、2023年（令和5年）3月17日に新宮支局制作番組『新宮発☆ラジオDE元気!』の放送が終了、同月20日より新宮エリアも和歌山本局の番組をそのまま放送する方式に変わった。これにより1988年（昭和63年）から35年間続いた新宮エリアオリジナルの放送は終了したが、支局は新宮市内に残ることになり、気象予報士の引本孝之が、朝のワイド番組「ボックス」の月曜日を担当し、今後も紀南地方の情報を発信することになっている。
当局の編成面における特色として、週末を中心に隔週おきや月1回放送の番組が、他局に比べ多い。また、通常の改編期（4月・10月）以外に番組改編が行われる事もあり、特に5月は規模の大小に関係なく毎年何らかの改編が行われる。
なお和歌山県には民放FM局がないため、TOKYO FM制作の番組をスポンサードネットしたこともあった。
2007年に『ヤンピース』のネットを打ち切り、『つれもてナイト』を開始、2009年には『福山雅治のオールナイトニッポンサタデースペシャル・魂のラジオ』のネットを打ち切るなど、アダルト志向のような編成が目立っていたが、2010年春の改編で『つれもてナイト』を打ち切り『オールナイトニッポンGOLD』（かつての『ヤンピース』枠）で3年ぶりにネットを再開した。
全国高等学校野球選手権和歌山大会の会場が和歌山県営紀三井寺球場のみで行われることから、全試合を生中継している。2023年現在、全国高等学校野球選手権大会の地方大会を全試合、ラジオで生中継しているのは当局が唯一である。
主な受賞歴は『決断～新型コロナ、問われる知事の危機管理能力～』で2020年日本民間放送連盟賞ラジオ報道部門優秀賞を受賞した。同局では過去にも同賞を多数受賞している。

### 事業所
- 本社・事業センター ‐ 和歌山県和歌山市湊本町3丁目3番地
- 紀南支社（田辺支局）- 和歌山県田辺市新屋敷町6番1号 扇ヶ浜ビル3階
- 紀南支社（新宮支局）- 和歌山県新宮市谷王子町418番1号
- 東京支社 - 東京都中央区銀座3丁目14番17号 辰中ビル3階
- 大阪支社 - 大阪府大阪市西区西本町1丁目13番38号 西本町新興産ビル5階

## 沿革
- 1959年（昭和34年）
  - 4月1日 - 開局。（親局：1560kc 田辺：800kc 新宮：1560kc）
  - 10月1日 - 周波数変更。（親局：1500kc）
- 1962年（昭和37年）10月1日 - 周波数変更。（親局：1430kc）
- 1978年（昭和53年）11月23日 - 周波数変更。（親局：1431kHz）
- 1979年（昭和54年）9月25日 - 本社が和歌山市寄合町[注 3]から現在の和歌山市湊本町に移転。それと同時に、略称も創業時の『WBC』から『WBS』に変更[5]。
- 1996年（平成8年）7月14日 - 親局でAMステレオ放送を開始。
- 2005年（平成17年）9月1日 - 同じ近畿地方のAMラジオ局であるラジオ大阪・ラジオ関西（のちにKBS京都も参加）と大規模災害時相互援助協定を締結。
- 2007年（平成19年）1月11日 - 紀伊水道をはさんだ四国放送と大規模災害時相互援助協定を締結。
- 2008年（平成20年）7月1日 - 緊急地震速報の運用開始（MBSラジオやABCラジオなどの在阪放送局と同時）。
- 2011年（平成23年）4月12日 - KBS京都・ラジオ関西・Kiss FM KOBE・ラジオNIKKEIと同時にradikoの試験放送を開始。対象は和歌山県内のみ。
- 2012年（平成24年）4月 - 日中のワイド番組の全てをリニューアル。同時に、『つれもてワイド』レーベルが番組表から消滅した。
- 2015年（平成27年）12月22日 - FM補完中継局（海南）の予備免許を受ける[9]。
- 2016年（平成28年）
  - 2月19日 - FM補完中継局（御坊・田辺）の予備免許を受ける[10]。
  - 5月30日 - FM補完中継局（海南・御坊・田辺）の本放送開始[11]。
  - 12月22日 - FM補完中継局（新宮・九度山・串本）の予備免許を受ける[12]。
- 2017年（平成29年）4月1日 - FM補完中継局（新宮・九度山・串本）の本放送開始。
- 2023年（令和5年）3月17日 - 新宮エリア向け（新宮支局制作）単独放送が終了、20日より新宮エリアも和歌山本局制作の番組を放送[7]。

## 資本構成
企業・団体は当時の名称。出典：

### 2015年3月31日
| 資本金 | 発行済株式総数 | 株主数 |
| ------ | -------------- | ------ |
| 1億円  | 200,000株      | 35     |

| 株主         | 株式数   | 比率  |
| ------------ | -------- | ----- |
| 南海電気鉄道 | 28,000株 | 14.0% |
| 毎日新聞社   | 28,000株 | 14.0% |
| 島精機製作所 | 20,000株 | 10.0% |

## 周波数
出典
| AM放送         | AM放送                | AM放送  | AM放送     | AM放送                                                                               |
| 親局           | 呼出符号              | 周波数  | 空中線電力 | 備考                                                                                 |
| -------------- | --------------------- | ------- | ---------- | ------------------------------------------------------------------------------------ |
| 和歌山         | JOVF                  | 1431kHz | 5kW        | AMステレオ放送                                                                       |
| 放送支局       | 呼出符号              | 周波数  | 空中線電力 | 備考                                                                                 |
| 田辺白浜       | JOVL                  | 1233kHz | 100W       | 平日午後の時間帯は独自放送を行う。                                                   |
| 新宮           | JOVN                  | 1557kHz | 100W       | 2023年3月17日まで、平日午後の時間帯に独自放送を行っていた。                          |
| 中継局         | 呼出符号 （各局管内） | 周波数  | 空中線電力 | 備考                                                                                 |
| 串本           | 新宮局管内            | 1431kHz | 100W       |                                                                                      |
| 橋本           | 和歌山局管内          | 1485kHz | 100W       |                                                                                      |
| 御坊           | JOVM 田辺白浜管内     | 1557kHz | 100W       |                                                                                      |
| 高野山         | 和歌山局管内          | 1485kHz | 100W       | 小電力局                                                                             |
| 日置川すさみ   | 田辺白浜局管内        | 1233kHz | 300W       |                                                                                      |
| FM補完中継局   |                       |         |            |                                                                                      |
| 中継局         | 各局管内              | 周波数  | 空中線電力 | 備考                                                                                 |
| 和歌山FM中継局 | 和歌山局管内          | 94.2MHz | 500W       | 2015年12月22日予備免許交付、2016年5月30日に本放送開始。                              |
| 田辺FM中継局   | 田辺白浜局管内        | 91.6MHz | 100W       | 2016年2月19日予備免許交付、 順次試験電波の発射を経て親局（FM94.2）と同時に開局した。 |
| 御坊FM中継局   | 田辺白浜局管内        | 92.4MHz | 100W       | 2016年2月19日予備免許交付、 順次試験電波の発射を経て親局（FM94.2）と同時に開局した。 |
| 新宮FM中継局   | 新宮局管内            | 94.2MHz | 50W        | 2016年12月22日予備免許交付、2017年4月1日に本放送開始。                               |
| 串本FM中継局   | 新宮局管内            | 92.4MHz | 10W        | 2016年12月22日予備免許交付、2017年4月1日に本放送開始。                               |
| 九度山FM中継局 | 和歌山局管内          | 91.6MHz | 20W        | 2016年12月22日予備免許交付、2017年4月1日に本放送開始。                               |

## 放送時間
月曜5:00を起点とする24時間放送。ただし、日曜深夜（月曜未明）0:00 - 5:00は、メンテナンスのため放送休止。また、12月25日が月曜にあたる場合は放送休止をしない。
2023年7月9日には、局内の大規模電源保守工事の実施に伴い、通常より1時間半早い22:30から翌10日5:00まで放送を休止した。

## スタジオ

### 本社
4階
- ブルースタジオ（一般的なラジオスタジオ）生放送対応
- オレンジスタジオ（ワンマンDJスタイルにも対応するスタジオ）生放送対応

1階
- 第1スタジオ（和歌山放送アナウンス教室や、国会議員座談会などに使われる）
- 第2スタジオ
- 第3スタジオ

### 支局
- 田辺支局スタジオ（『やにこいラジオ 昼いちばん!』・『佐山和夫のマンスリートーク』など）

2023年3月までは、オークワ新宮仲之町店1階に、新宮支局スタジオが設けられており、『新宮発☆ラジオDE元気!』などで使用されていた。
この他、スタジオではないが、直接送信所に送り出しが可能な非常用の放送設備が、和歌山県庁南別館に設けられており、年数回『ラジオでお届け!県政最前線』において、テストを兼ねて県庁から放送する。

## 現在放送中の番組
2025年4月現在。詳細は、公式サイトの番組表を参照。
自社制作番組は太字。

### 平日
| 時 | 分 | 月曜日 | 火曜日 | 水曜日 | 木曜日 | 金曜日 |
| -- | -- | --- | --- | --- | --- | --- |
| 5  | 00 | 5:00 ミュージックライブラリー | 5:00 ミュージックライブラリー | 5:00 ミュージックライブラリー | 5:00 ミュージックライブラリー | 5:00 ミュージックライブラリー |
| 5  | 10 | 5:10 今日は何の日!? | 5:10 今日は何の日!? | 5:10 今日は何の日!? | 5:10 今日は何の日!? | 5:10 今日は何の日!? |
| 5  | 20 | 5:20 ラジオ健康相談（再放送） | 5:20 ラジオ健康相談（再放送） | 5:20 ラジオ健康相談（再放送） | 5:20 ラジオ健康相談（再放送） | 5:20 ラジオ健康相談（再放送） |
| 5  | 30 | 5:30 Brand-New Morning（TBSラジオ） | 5:30 Brand-New Morning（TBSラジオ） | 5:30 Brand-New Morning（TBSラジオ） | 5:30 Brand-New Morning（TBSラジオ） | 5:30 Brand-New Morning（TBSラジオ） |
| 6  | 00 | 5:30 Brand-New Morning（TBSラジオ） | 5:30 Brand-New Morning（TBSラジオ） | 5:30 Brand-New Morning（TBSラジオ） | 5:30 Brand-New Morning（TBSラジオ） | 5:30 Brand-New Morning（TBSラジオ） |
| 6  | 30 | 6:30 おはようの一曲 | 6:30 おはようの一曲 | 6:30 おはようの一曲 | 6:30 おはようの一曲 | 6:30 おはようの一曲 |
| 6  | 35 | 6:35 心のともしび | 6:35 心のともしび | 6:35 心のともしび | 6:35 心のともしび | 6:35 心のともしび |
| 6  | 40 | 6:40 Gooood!ストレッチ | 6:40 Gooood!ストレッチ | 6:40 Gooood!ストレッチ | 6:40 Gooood!ストレッチ | 6:40 Gooood!ストレッチ |
| 6  | 47 | 6:47 ストレートミュージック | 6:47 ストレートミュージック | 6:47 ストレートミュージック | 6:47 ストレートミュージック | 6:47 ストレートミュージック |
| 6  | 54 | 6:54 快適生活ラジオショッピング | 6:54 快適生活ラジオショッピング | 6:54 快適生活ラジオショッピング | 6:54 快適生活ラジオショッピング | 6:54 快適生活ラジオショッピング |
| 7  | 00 | 7:00 わたくしの作文（再放送） | 7:00 わたくしの作文（再放送） | 7:00 わたくしの作文（再放送） | 7:00 わたくしの作文（再放送） | 7:00 わたくしの作文（再放送） |
| 7  | 10 | 7:10 お早う! ニュースネットワーク（ニッポン放送） | 7:10 お早う! ニュースネットワーク（ニッポン放送） | 7:10 お早う! ニュースネットワーク（ニッポン放送） | 7:10 お早う! ニュースネットワーク（ニッポン放送） | 7:10 お早う! ニュースネットワーク（ニッポン放送） |
| 7  | 25 | 7:25 ゲンキ和歌山市 | 7:25 ゲンキ和歌山市 | 7:25 ゲンキ和歌山市 | 7:25 ゲンキ和歌山市 | 7:25 ゲンキ和歌山市 |
| 7  | 30 | 7:30 武田鉄矢・今朝の三枚おろし（文化放送） | 7:30 武田鉄矢・今朝の三枚おろし（文化放送） | 7:30 武田鉄矢・今朝の三枚おろし（文化放送） | 7:30 武田鉄矢・今朝の三枚おろし（文化放送） | 7:30 武田鉄矢・今朝の三枚おろし（文化放送） |
| 7  | 40 | 7:40 マエオカテツヤの千客万来! | 7:40 マエオカテツヤの千客万来! | 7:40 マエオカテツヤの千客万来! | 7:40 マエオカテツヤの千客万来! | 7:40 マエオカテツヤの千客万来! |
| 7  | 45 | 7:45 羽田美智子のいってらっしゃい（ニッポン放送） | 7:45 羽田美智子のいってらっしゃい（ニッポン放送） | 7:45 羽田美智子のいってらっしゃい（ニッポン放送） | 7:45 羽田美智子のいってらっしゃい（ニッポン放送） | 7:45 羽田美智子のいってらっしゃい（ニッポン放送） |
| 7  | 50 | 7:50 耳よりラジオ（再放送） | 7:50 耳よりラジオ（再放送） | 7:50 耳よりラジオ（再放送） | 7:50 耳よりラジオ（再放送） | 7:50 天気予報 |
| 7  | 56 | 7:56 交通情報 | 7:56 交通情報 | 7:56 交通情報 | 7:56 交通情報 | 7:56 交通情報 |
| 8  | 00 | 8:00 話題のアンテナ 日本全国8時です（TBSラジオ） | 8:00 話題のアンテナ 日本全国8時です（TBSラジオ） | 8:00 話題のアンテナ 日本全国8時です（TBSラジオ） | 8:00 話題のアンテナ 日本全国8時です（TBSラジオ） | 8:00 話題のアンテナ 日本全国8時です（TBSラジオ） |
| 8  | 15 | 8:15 ボックス ▽10:49 耳よりラジオ ▽10:54 （AM和歌山局・橋本局・高野山局・串本局・新宮局、ワイドFM、radiko）桂文福のあの店この店 （AM御坊局・田辺白浜局・日置川すさみ局）桂三歩のこの店ええでぇ                   | 8:15 ボックス ▽10:49 耳よりラジオ ▽10:54 （AM和歌山局・橋本局・高野山局・串本局・新宮局、ワイドFM、radiko）桂文福のあの店この店 （AM御坊局・田辺白浜局・日置川すさみ局）桂三歩のこの店ええでぇ                   | 8:15 ボックス ▽10:49 耳よりラジオ ▽10:54 （AM和歌山局・橋本局・高野山局・串本局・新宮局、ワイドFM、radiko）桂文福のあの店この店 （AM御坊局・田辺白浜局・日置川すさみ局）桂三歩のこの店ええでぇ                   | 8:15 ボックス ▽10:49 耳よりラジオ ▽10:54 （AM和歌山局・橋本局・高野山局・串本局・新宮局、ワイドFM、radiko）桂文福のあの店この店 （AM御坊局・田辺白浜局・日置川すさみ局）桂三歩のこの店ええでぇ                   | 8:15 ボックス ▽10:49 耳よりラジオ ▽10:54 （AM和歌山局・橋本局・高野山局・串本局・新宮局、ワイドFM、radiko）桂文福のあの店この店 （AM御坊局・田辺白浜局・日置川すさみ局）桂三歩のこの店ええでぇ                   |
| 9  | 00 | 8:15 ボックス ▽10:49 耳よりラジオ ▽10:54 （AM和歌山局・橋本局・高野山局・串本局・新宮局、ワイドFM、radiko）桂文福のあの店この店 （AM御坊局・田辺白浜局・日置川すさみ局）桂三歩のこの店ええでぇ                   | 8:15 ボックス ▽10:49 耳よりラジオ ▽10:54 （AM和歌山局・橋本局・高野山局・串本局・新宮局、ワイドFM、radiko）桂文福のあの店この店 （AM御坊局・田辺白浜局・日置川すさみ局）桂三歩のこの店ええでぇ                   | 8:15 ボックス ▽10:49 耳よりラジオ ▽10:54 （AM和歌山局・橋本局・高野山局・串本局・新宮局、ワイドFM、radiko）桂文福のあの店この店 （AM御坊局・田辺白浜局・日置川すさみ局）桂三歩のこの店ええでぇ                   | 8:15 ボックス ▽10:49 耳よりラジオ ▽10:54 （AM和歌山局・橋本局・高野山局・串本局・新宮局、ワイドFM、radiko）桂文福のあの店この店 （AM御坊局・田辺白浜局・日置川すさみ局）桂三歩のこの店ええでぇ                   | 8:15 ボックス ▽10:49 耳よりラジオ ▽10:54 （AM和歌山局・橋本局・高野山局・串本局・新宮局、ワイドFM、radiko）桂文福のあの店この店 （AM御坊局・田辺白浜局・日置川すさみ局）桂三歩のこの店ええでぇ                   |
| 10 | 00 | 8:15 ボックス ▽10:49 耳よりラジオ ▽10:54 （AM和歌山局・橋本局・高野山局・串本局・新宮局、ワイドFM、radiko）桂文福のあの店この店 （AM御坊局・田辺白浜局・日置川すさみ局）桂三歩のこの店ええでぇ                   | 8:15 ボックス ▽10:49 耳よりラジオ ▽10:54 （AM和歌山局・橋本局・高野山局・串本局・新宮局、ワイドFM、radiko）桂文福のあの店この店 （AM御坊局・田辺白浜局・日置川すさみ局）桂三歩のこの店ええでぇ                   | 8:15 ボックス ▽10:49 耳よりラジオ ▽10:54 （AM和歌山局・橋本局・高野山局・串本局・新宮局、ワイドFM、radiko）桂文福のあの店この店 （AM御坊局・田辺白浜局・日置川すさみ局）桂三歩のこの店ええでぇ                   | 8:15 ボックス ▽10:49 耳よりラジオ ▽10:54 （AM和歌山局・橋本局・高野山局・串本局・新宮局、ワイドFM、radiko）桂文福のあの店この店 （AM御坊局・田辺白浜局・日置川すさみ局）桂三歩のこの店ええでぇ                   | 8:15 ボックス ▽10:49 耳よりラジオ ▽10:54 （AM和歌山局・橋本局・高野山局・串本局・新宮局、ワイドFM、radiko）桂文福のあの店この店 （AM御坊局・田辺白浜局・日置川すさみ局）桂三歩のこの店ええでぇ                   |
| 11 | 00 | 8:15 ボックス ▽10:49 耳よりラジオ ▽10:54 （AM和歌山局・橋本局・高野山局・串本局・新宮局、ワイドFM、radiko）桂文福のあの店この店 （AM御坊局・田辺白浜局・日置川すさみ局）桂三歩のこの店ええでぇ                   | 8:15 ボックス ▽10:49 耳よりラジオ ▽10:54 （AM和歌山局・橋本局・高野山局・串本局・新宮局、ワイドFM、radiko）桂文福のあの店この店 （AM御坊局・田辺白浜局・日置川すさみ局）桂三歩のこの店ええでぇ                   | 8:15 ボックス ▽10:49 耳よりラジオ ▽10:54 （AM和歌山局・橋本局・高野山局・串本局・新宮局、ワイドFM、radiko）桂文福のあの店この店 （AM御坊局・田辺白浜局・日置川すさみ局）桂三歩のこの店ええでぇ                   | 8:15 ボックス ▽10:49 耳よりラジオ ▽10:54 （AM和歌山局・橋本局・高野山局・串本局・新宮局、ワイドFM、radiko）桂文福のあの店この店 （AM御坊局・田辺白浜局・日置川すさみ局）桂三歩のこの店ええでぇ                   | 8:15 ボックス ▽10:49 耳よりラジオ ▽10:54 （AM和歌山局・橋本局・高野山局・串本局・新宮局、ワイドFM、radiko）桂文福のあの店この店 （AM御坊局・田辺白浜局・日置川すさみ局）桂三歩のこの店ええでぇ                   |
| 11 | 10 | 11:10 テレフォン人生相談（ニッポン放送） | 11:10 テレフォン人生相談（ニッポン放送） | 11:10 テレフォン人生相談（ニッポン放送） | 11:10 テレフォン人生相談（ニッポン放送） | 11:10 テレフォン人生相談（ニッポン放送） |
| 11 | 30 | 11:30 ベストミュージックコレクション・ジャパン | 11:30 ベストミュージックコレクション・ジャパン | 11:30 ベストミュージックコレクション・ジャパン | 11:30 ベストミュージックコレクション・ジャパン | 11:30 ベストミュージックコレクション・ジャパン |
| 11 | 40 | 11:40 県庁だより | 11:40 県庁だより | 11:40 県庁だより | 11:40 県庁だより | 11:40 県庁だより |
| 11 | 50 | 11:50 快適生活ラジオショッピング | 11:50 快適生活ラジオショッピング | 11:50 快適生活ラジオショッピング | 11:50 快適生活ラジオショッピング | 11:50 快適生活ラジオショッピング |
| 11 | 55 | 11:55 wbsインフォメーション ▽（不定期第3木）岩出市広報タイム | 11:55 wbsインフォメーション ▽（不定期第3木）岩出市広報タイム | 11:55 wbsインフォメーション ▽（不定期第3木）岩出市広報タイム | 11:55 wbsインフォメーション ▽（不定期第3木）岩出市広報タイム | 11:55 wbsインフォメーション ▽（不定期第3木）岩出市広報タイム |
| 12 | 00 | 12:00 和歌山放送ニュース・天気予報 | 12:00 和歌山放送ニュース・天気予報 | 12:00 和歌山放送ニュース・天気予報 | 12:00 和歌山放送ニュース・天気予報 | 12:00 和歌山放送ニュース・天気予報 |
| 12 | 10 | 12:10 ラジオ健康相談 | 12:10 ラジオ健康相談 | 12:10 ラジオ健康相談 | 12:10 ラジオ健康相談 | 12:10 ラジオ健康相談 |
| 12 | 20 | 12:20 桂三歩の来てみて!!この店ええお店 | 12:20 桂三歩の来てみて!!この店ええお店 | 12:20 桂三歩の来てみて!!この店ええお店 | 12:20 桂三歩の来てみて!!この店ええお店 | 12:20 桂三歩の来てみて!!この店ええお店 |
| 12 | 27 | 12:27 こちら119番 | 12:27 こちら119番 | 12:27 こちら119番 | 12:27 こちら119番 | 12:27 こちら119番 |
| 12 | 30 | 12:30 いいものテンミニッツ! | 12:30 いいものテンミニッツ! | 12:30 いいものテンミニッツ! | 12:30 いいものテンミニッツ! | 12:30 朗読のヒロバ（TBSラジオ） |
| 12 | 40 | 12:40 わたくしの作文 | 12:40 わたくしの作文 | 12:40 わたくしの作文 | 12:40 わたくしの作文 | 12:40 わたくしの作文 |
| 12 | 50 | 12:50 ミュージックライブラリー | 12:50 ミュージックライブラリー | 12:50 ミュージックライブラリー | 12:50 ミュージックライブラリー | 12:50 ミュージックライブラリー |
| 13 | 00 | 13:00 服部直樹の全開!月曜日 | 13:00 わんだーらんどの全開!火曜日 | 13:00 すみたにの全開!水曜日 | 13:00 マエオカテツヤの全開!木曜日 | 13:00 しそまるの全開!金曜日 |
| 14 | 00 | ▽13:00 - 15:00 （AM御坊局・田辺白浜局・日置川すさみ局）やにこいラジオ 昼いちばん! | ▽13:00 - 15:00 （AM御坊局・田辺白浜局・日置川すさみ局）やにこいラジオ 昼いちばん! | ▽13:00 - 15:00 （AM御坊局・田辺白浜局・日置川すさみ局）やにこいラジオ 昼いちばん! | ▽13:00 - 15:00 （AM御坊局・田辺白浜局・日置川すさみ局）やにこいラジオ 昼いちばん! | ▽13:00 - 15:00 （AM御坊局・田辺白浜局・日置川すさみ局）やにこいラジオ 昼いちばん! |
| 15 | 00 | ▽13:00 - 15:00 （AM御坊局・田辺白浜局・日置川すさみ局）やにこいラジオ 昼いちばん! | ▽13:00 - 15:00 （AM御坊局・田辺白浜局・日置川すさみ局）やにこいラジオ 昼いちばん! | ▽13:00 - 15:00 （AM御坊局・田辺白浜局・日置川すさみ局）やにこいラジオ 昼いちばん! | ▽13:00 - 15:00 （AM御坊局・田辺白浜局・日置川すさみ局）やにこいラジオ 昼いちばん! | ▽13:00 - 15:00 （AM御坊局・田辺白浜局・日置川すさみ局）やにこいラジオ 昼いちばん! |
| 15 | 45 | | 15:45 ラジオでお届け!県政最前線 | | | |
| 16 | 00 | 16:00 wbsインフォメーション・天気予報 | | | | |
| 16 | 05 | 16:05 （第1・3・5週）かなりんの笑う門には福来る （第2・4週）タイガー&しょうちゃんのととのう時間 | | | | |
| 16 | 15 | 16:05 （第1・3・5週）かなりんの笑う門には福来る （第2・4週）タイガー&しょうちゃんのととのう時間 | 16:15 TVが伝えない大事な話 | | | |
| 16 | 30 | 16:05 （第1・3・5週）かなりんの笑う門には福来る （第2・4週）タイガー&しょうちゃんのととのう時間 | 16:30 くらしにプラス | | | |
| 16 | 35 | 16:35 （AM和歌山局・橋本局・高野山局・串本局・新宮局、ワイドFM、radiko）うたぢから （AM御坊局・田辺白浜局・日置川すさみ局）桂三歩のこの店ええでぇ                                                                | 16:35 （AM和歌山局・橋本局・高野山局・串本局・新宮局、ワイドFM、radiko）うたぢから （AM御坊局・田辺白浜局・日置川すさみ局）桂三歩のこの店ええでぇ                                                                | 16:35 （AM和歌山局・橋本局・高野山局・串本局・新宮局、ワイドFM、radiko）うたぢから （AM御坊局・田辺白浜局・日置川すさみ局）桂三歩のこの店ええでぇ                                                                | 16:35 （AM和歌山局・橋本局・高野山局・串本局・新宮局、ワイドFM、radiko）うたぢから （AM御坊局・田辺白浜局・日置川すさみ局）桂三歩のこの店ええでぇ                                                                | 16:35 （AM和歌山局・橋本局・高野山局・串本局・新宮局、ワイドFM、radiko）うたぢから （AM御坊局・田辺白浜局・日置川すさみ局）桂三歩のこの店ええでぇ                                                                |
| 16 | 40 | 16:40 岡村孝子 あの頃ミュージック（かしわプロダクション） | 16:40 岡村孝子 あの頃ミュージック（かしわプロダクション） | 16:40 岡村孝子 あの頃ミュージック（かしわプロダクション） | 16:40 岡村孝子 あの頃ミュージック（かしわプロダクション） | 16:40 岡村孝子 あの頃ミュージック（かしわプロダクション） |
| 16 | 50 | 16:50 あなたにハッピー・メロディ（ニッポン放送） | 16:50 あなたにハッピー・メロディ（ニッポン放送） | 16:50 あなたにハッピー・メロディ（ニッポン放送） | 16:50 あなたにハッピー・メロディ（ニッポン放送） | 16:50 あなたにハッピー・メロディ（ニッポン放送） |
| 17 | 00 | 17:00 wbsニュース5 ▽17:00 ニュース・パレード（文化放送） ▽17:30 ネットワークトゥデイ（企画ネット、CMのみTBSラジオから） ▽（第2・4金）17:50 和歌山けいりん 新・夕暮れわかちゃん倶楽部 ▽18:00 県庁だより（再放送） | 17:00 wbsニュース5 ▽17:00 ニュース・パレード（文化放送） ▽17:30 ネットワークトゥデイ（企画ネット、CMのみTBSラジオから） ▽（第2・4金）17:50 和歌山けいりん 新・夕暮れわかちゃん倶楽部 ▽18:00 県庁だより（再放送） | 17:00 wbsニュース5 ▽17:00 ニュース・パレード（文化放送） ▽17:30 ネットワークトゥデイ（企画ネット、CMのみTBSラジオから） ▽（第2・4金）17:50 和歌山けいりん 新・夕暮れわかちゃん倶楽部 ▽18:00 県庁だより（再放送） | 17:00 wbsニュース5 ▽17:00 ニュース・パレード（文化放送） ▽17:30 ネットワークトゥデイ（企画ネット、CMのみTBSラジオから） ▽（第2・4金）17:50 和歌山けいりん 新・夕暮れわかちゃん倶楽部 ▽18:00 県庁だより（再放送） | 17:00 wbsニュース5 ▽17:00 ニュース・パレード（文化放送） ▽17:30 ネットワークトゥデイ（企画ネット、CMのみTBSラジオから） ▽（第2・4金）17:50 和歌山けいりん 新・夕暮れわかちゃん倶楽部 ▽18:00 県庁だより（再放送） |
| 18 | 00 | 17:00 wbsニュース5 ▽17:00 ニュース・パレード（文化放送） ▽17:30 ネットワークトゥデイ（企画ネット、CMのみTBSラジオから） ▽（第2・4金）17:50 和歌山けいりん 新・夕暮れわかちゃん倶楽部 ▽18:00 県庁だより（再放送） | 17:00 wbsニュース5 ▽17:00 ニュース・パレード（文化放送） ▽17:30 ネットワークトゥデイ（企画ネット、CMのみTBSラジオから） ▽（第2・4金）17:50 和歌山けいりん 新・夕暮れわかちゃん倶楽部 ▽18:00 県庁だより（再放送） | 17:00 wbsニュース5 ▽17:00 ニュース・パレード（文化放送） ▽17:30 ネットワークトゥデイ（企画ネット、CMのみTBSラジオから） ▽（第2・4金）17:50 和歌山けいりん 新・夕暮れわかちゃん倶楽部 ▽18:00 県庁だより（再放送） | 17:00 wbsニュース5 ▽17:00 ニュース・パレード（文化放送） ▽17:30 ネットワークトゥデイ（企画ネット、CMのみTBSラジオから） ▽（第2・4金）17:50 和歌山けいりん 新・夕暮れわかちゃん倶楽部 ▽18:00 県庁だより（再放送） | 17:00 wbsニュース5 ▽17:00 ニュース・パレード（文化放送） ▽17:30 ネットワークトゥデイ（企画ネット、CMのみTBSラジオから） ▽（第2・4金）17:50 和歌山けいりん 新・夕暮れわかちゃん倶楽部 ▽18:00 県庁だより（再放送） |
| 18 | 24 | 18:24 快適生活ラジオショッピング | 18:24 快適生活ラジオショッピング | 18:24 快適生活ラジオショッピング | 18:24 快適生活ラジオショッピング | 18:24 快適生活ラジオショッピング |
| 18 | 30 | 18:30 （第1・3・5週）wbsニュース5プラス （第2・4週）もっと知ろう!大阪・関西万博 | 18:30 （第1・3・5週）福山ひでみのココロのしおり （第2週）パックンマックンのワールドでいこう （第4週）定期便教育の窓                                                                                              | 18:30 プップラジオ! ～たのしくこうつうあんぜん～ | 18:30 wbsニュース5プラス | 18:30 wbsゴールデンナイター（ニッポン放送・NRN系列局） ※最大延長22:00まで |
| 18 | 45 | 18:45 Face the Music | 18:45 Face the Music | 18:45 Face the Music | 18:45 Face the Music | 18:30 wbsゴールデンナイター（ニッポン放送・NRN系列局） ※最大延長22:00まで |
| 19 | 00 | 19:00 ミュージックライブラリー | 19:00 荻上チキ・Session（TBSラジオ） | 19:00 ミュージックライブラリー | 19:00 ミュージックライブラリー | 18:30 wbsゴールデンナイター（ニッポン放送・NRN系列局） ※最大延長22:00まで |
| 19 | 30 | 19:30 相川七瀬 ROCK GOES ON（かしわプロダクション） | 19:00 荻上チキ・Session（TBSラジオ） | 19:00 ミュージックライブラリー | 19:00 ミュージックライブラリー | 18:30 wbsゴールデンナイター（ニッポン放送・NRN系列局） ※最大延長22:00まで |
| 20 | 00 | 20:00 レディオスナック Come Together | 20:00 アフター6ジャンクション2（TBSラジオ） | 20:00 島津悦子のあなたと1800秒 | 20:00 安田大サーカス HIROの男じゅく。 | 18:30 wbsゴールデンナイター（ニッポン放送・NRN系列局） ※最大延長22:00まで |
| 20 | 30 | 20:30 つれもてないと 藪下将人のハッピーマンデー | 20:00 アフター6ジャンクション2（TBSラジオ） | 20:30 Hot Spice!! | 20:30 芸人お試しラジオ「デドコロ」（火曜会） | 18:30 wbsゴールデンナイター（ニッポン放送・NRN系列局） ※最大延長22:00まで |
| 21 | 00 | 20:30 つれもてないと 藪下将人のハッピーマンデー | 21:00 村上信五くんと経済クン（文化放送） | 21:00 純烈 スーパー銭湯!!（かしわプロダクション） | 21:00 ダイアンのTOKYO STYLE（TBSラジオ） | 21:00 ミュージックライブラリー |
| 21 | 30 | 20:30 つれもてないと 藪下将人のハッピーマンデー | 21:00 村上信五くんと経済クン（文化放送） | 21:30 MUSIC GARDEN | 21:30 水森英夫のチップイン歌謡曲（火曜会・スバルプランニング） | 21:00 ミュージックライブラリー |
| 22 | 00 | 22:00 オールナイトニッポン MUSIC10（ニッポン放送） | 22:00 オールナイトニッポン MUSIC10（ニッポン放送） | 22:00 オールナイトニッポン MUSIC10（ニッポン放送） | 22:00 オールナイトニッポン MUSIC10（ニッポン放送） | 22:00 オールナイトニッポンGOLD（ニッポン放送） |
| 23 | 00 | 22:00 オールナイトニッポン MUSIC10（ニッポン放送） | 22:00 オールナイトニッポン MUSIC10（ニッポン放送） | 22:00 オールナイトニッポン MUSIC10（ニッポン放送） | 22:00 オールナイトニッポン MUSIC10（ニッポン放送） | 22:00 オールナイトニッポンGOLD（ニッポン放送） |
| 0  | 00 | 0:00 レコメン!（文化放送） | 0:00 レコメン!（文化放送） | 0:00 レコメン!（文化放送） | 0:00 レコメン!（文化放送） | 0:00 嵐・相葉雅紀のレコメン!アラシリミックス（文化放送） |
| 1  | 00 | 1:00 オールナイトニッポン（ニッポン放送） | 1:00 オールナイトニッポン（ニッポン放送） | 1:00 オールナイトニッポン（ニッポン放送） | 1:00 オールナイトニッポン（ニッポン放送） | 1:00 オールナイトニッポン（ニッポン放送） |
| 2  | 00 | 山田裕貴のオールナイトニッポン | 星野源のオールナイトニッポン | 乃木坂46のオールナイトニッポン | ナインティナインのオールナイトニッポン | 霜降り明星のオールナイトニッポン |
| 3  | 00 | 3:00 CITY CHILL CLUB（TBSラジオ） | 3:00 CITY CHILL CLUB（TBSラジオ） | 3:00 CITY CHILL CLUB（TBSラジオ） | 3:00 CITY CHILL CLUB（TBSラジオ） | 3:00 CITY CHILL CLUB（TBSラジオ） |
| 4  | 00 | 3:00 CITY CHILL CLUB（TBSラジオ） | 3:00 CITY CHILL CLUB（TBSラジオ） | 3:00 CITY CHILL CLUB（TBSラジオ） | 3:00 CITY CHILL CLUB（TBSラジオ） | 3:00 CITY CHILL CLUB（TBSラジオ） |

### 週末
| 時 | 分 | 土曜日 | 日曜日 |
| -- | -- | --- | --- |
| 5  | 00 | 5:00 野中さおりの歌きずな                                                                                        | 5:00 岩本公水 星の語り部 |
| 5  | 30 | 5:30 三山ひろし 演歌の夜明け                                                                                     | 5:30 ニホンのナカミ（エフエム富士） |
| 5  | 45 | 5:45 県民歌をうたおう                                                                                            | 5:45 県民歌をうたおう |
| 5  | 50 | 5:50 名歌撰集 | 5:50 週刊 なるほど!ニッポン（ニッポン放送） |
| 6  | 00 | 6:00 はやしべさとし 〜叙情歌を道連れに〜                                                                         | 6:00 大徳寺昭輝の天の夢（九州朝日放送） |
| 6  | 15 | 6:15 1万年堂出版の時間                                                                                           | 6:15 心のともしび |
| 6  | 20 | 6:15 1万年堂出版の時間                                                                                           | 6:20 由紀さおりのハッピーモーニング |
| 6  | 30 | 6:30 おはよう!ニッポン全国消防団（ニッポン放送）                                                                 | 6:20 由紀さおりのハッピーモーニング |
| 6  | 40 | 6:40 wbs朗読の時間                                                                                               | 6:20 由紀さおりのハッピーモーニング |
| 6  | 50 | 6:40 wbs朗読の時間                                                                                               | 6:50 録音風物誌（火曜会） |
| 6  | 55 | 6:55 ミュージックプラス                                                                                          | 6:50 録音風物誌（火曜会） |
| 7  | 00 | 7:00 小倉・IMALUの○○玉手箱                                                                                       | 7:00 天使のモーニングコール（幸福の科学） |
| 7  | 15 | 7:15 荻原次晴のニッポン応援団 VIVA JAPON!（かしわプロダクション）                                                | 7:00 天使のモーニングコール（幸福の科学） |
| 7  | 30 | 7:30 あさみゅ～                                                                                                  | 7:30 オピニオントーク |
| 7  | 45 | 7:45 コレ☆オシ                                                                                                   | 7:30 オピニオントーク |
| 7  | 50 | 7:45 コレ☆オシ                                                                                                   | 7:50 ハレ。ラジオ |
| 8  | 00 | 8:00 日本全国8時です 〜生島淳のまとめて!スポーツ〜（TBSラジオ）                                                  | 8:00 ONE-J（TBSラジオ/ONE-J委員会） ▽8:55 和歌山放送ニュース・天気予報・和歌山けいりん レースインフォメーション                                     |
| 8  | 15 | 8:15 和歌山放送ニュース                                                                                          | 8:00 ONE-J（TBSラジオ/ONE-J委員会） ▽8:55 和歌山放送ニュース・天気予報・和歌山けいりん レースインフォメーション                                     |
| 8  | 20 | 8:20 解決!知っ得プレミアム                                                                                       | 8:00 ONE-J（TBSラジオ/ONE-J委員会） ▽8:55 和歌山放送ニュース・天気予報・和歌山けいりん レースインフォメーション                                     |
| 8  | 35 | 8:35 wbsインフォメーション                                                                                       | 8:00 ONE-J（TBSラジオ/ONE-J委員会） ▽8:55 和歌山放送ニュース・天気予報・和歌山けいりん レースインフォメーション                                     |
| 8  | 45 | 8:45 （第1週）吉田宗人の痛いの痛いの飛んで行け （第2 - 5週）すみたにのすみからすみまで                           | 8:00 ONE-J（TBSラジオ/ONE-J委員会） ▽8:55 和歌山放送ニュース・天気予報・和歌山けいりん レースインフォメーション                                     |
| 9  | 00 | 9:00 ウインズ平阪の紀州和歌山へ! ▽（最終週）10:30 ラジオで女子旅 ▽11:30 あなたをまもる医療機器 ▽11:40 県庁だより | 8:00 ONE-J（TBSラジオ/ONE-J委員会） ▽8:55 和歌山放送ニュース・天気予報・和歌山けいりん レースインフォメーション                                     |
| 10 | 00 | 9:00 ウインズ平阪の紀州和歌山へ! ▽（最終週）10:30 ラジオで女子旅 ▽11:30 あなたをまもる医療機器 ▽11:40 県庁だより | 10:00 GARDENING LIFE |
| 11 | 00 | 9:00 ウインズ平阪の紀州和歌山へ! ▽（最終週）10:30 ラジオで女子旅 ▽11:30 あなたをまもる医療機器 ▽11:40 県庁だより | 11:00 和歌山放送ニュース・天気予報・交通情報 |
| 11 | 10 | 9:00 ウインズ平阪の紀州和歌山へ! ▽（最終週）10:30 ラジオで女子旅 ▽11:30 あなたをまもる医療機器 ▽11:40 県庁だより | 11:10 旬!SHUN!ピックアップ |
| 11 | 25 | 9:00 ウインズ平阪の紀州和歌山へ! ▽（最終週）10:30 ラジオで女子旅 ▽11:30 あなたをまもる医療機器 ▽11:40 県庁だより | 11:25 （第1・3週）杉本勝徳のパテントトーク （第2週）亀山直美の、ごきげんよう （第4週）健康ゼミナール・こどもクリニック （第5週）コレ☆オシ           |
| 11 | 40 | 9:00 ウインズ平阪の紀州和歌山へ! ▽（最終週）10:30 ラジオで女子旅 ▽11:30 あなたをまもる医療機器 ▽11:40 県庁だより | 11:40 県庁だより |
| 11 | 50 | 9:00 ウインズ平阪の紀州和歌山へ! ▽（最終週）10:30 ラジオで女子旅 ▽11:30 あなたをまもる医療機器 ▽11:40 県庁だより | 11:50 ひでぼ会長のちょっと気になる介護よもやま話し                                                                                                  |
| 12 | 00 | 12:00 和歌山放送ニュース・天気予報                                                                               | 12:00 経済ジャーナル |
| 12 | 05 | 12:05 ラジオカフェサタデー                                                                                       | 12:00 経済ジャーナル |
| 12 | 40 | 12:05 ラジオカフェサタデー                                                                                       | 12:40 ラジオカフェ |
| 13 | 00 | 13:00 和歌山放送ニュース・天気予報・交通情報                                                                     | 13:00 爆笑問題の日曜サンデー（TBSラジオ） |
| 13 | 10 | 13:10 オークワはっぴいアフタヌーン                                                                               | 13:00 爆笑問題の日曜サンデー（TBSラジオ） |
| 14 | 00 | 13:10 オークワはっぴいアフタヌーン                                                                               | 13:00 爆笑問題の日曜サンデー（TBSラジオ） |
| 14 | 45 | 14:45 今旬!インフォメーション                                                                                    | 13:00 爆笑問題の日曜サンデー（TBSラジオ） |
| 15 | 00 | 15:00 WA!ERA | 15:00 BuyNow |
| 15 | 10 | 15:00 WA!ERA | 15:15 Face the Music |
| 15 | 30 | 15:00 WA!ERA | 15:30 元気印!チータdeマーチ |
| 16 | 00 | 16:00 Let's Enjoy! ゆうゆうミュージック♪                                                                         | 16:00 みちひろのJUST IN NOW |
| 16 | 40 | 16:00 Let's Enjoy! ゆうゆうミュージック♪                                                                         | 16:40 健やかインフォメーション |
| 16 | 55 | 16:00 Let's Enjoy! ゆうゆうミュージック♪                                                                         | 16:55 ミュージックプラス |
| 17 | 00 | 17:00 サタデーニュース&スポーツ ▽17:45 ウィークエンドネットワーク（TBSラジオ）                                   | 17:00 和歌山放送ニュース・天気予報・交通情報 |
| 17 | 10 | 17:00 サタデーニュース&スポーツ ▽17:45 ウィークエンドネットワーク（TBSラジオ）                                   | 17:10 （第1・2週）Let’s有田リアン （第3週）佐山和夫のマンスリートーク（田辺支局制作） （第4週）Let’s有田リアン+ （第5週）澤和樹のしっくりクラシック |
| 17 | 50 | 17:00 サタデーニュース&スポーツ ▽17:45 ウィークエンドネットワーク（TBSラジオ）                                   | 17:50 名歌撰集（再放送） |
| 18 | 00 | 18:00 銀シャリのおむすびラジオ                                                                                   | 18:00 南美枝子と歌っチャオ |
| 18 | 10 | 18:00 銀シャリのおむすびラジオ                                                                                   | 18:10 和歌山放送ニュース・天気予報・交通情報 |
| 18 | 15 | 18:15 健康生活インフォメーション                                                                                 | 18:10 和歌山放送ニュース・天気予報・交通情報 |
| 18 | 20 | 18:15 健康生活インフォメーション                                                                                 | 18:20 ミュージックライブラリー |
| 18 | 30 | 18:30 wbs朗読の時間（再放送）                                                                                    | 18:30 みんなを笑顔に!和歌山県政 |
| 18 | 45 | 18:45 ワインナイト・広瀬晋作のうきうきワインの玉手箱                                                             | 18:45 魚住弘樹と北原美麗のマイヤコンディアスわかやま!                                                                                               |
| 19 | 00 | 19:00 田川寿美「一期一会」（スバルプランニング）                                                                 | 19:00 スタンド・バイ・見取り図（TBSラジオ） |
| 19 | 15 | 19:15 （第1・3・5週）My Favorite Song （第2・4週）マシンガンズとオーナミたかしのおもしゃいラジオ                 | 19:00 スタンド・バイ・見取り図（TBSラジオ） |
| 19 | 30 | 19:30 （第1 - 4週）ダーリンハニーの旅列車 出発進行～!!（かしわプロダクション） （第5週）人・歌ものがたり         | 19:00 スタンド・バイ・見取り図（TBSラジオ） |
| 20 | 00 | 20:00 （第1・5週）歌の古道～ちふみの音和ぎ～ （第2・4週）洋楽タイムトラベラー （第3週）伊藤宏の脳にきくニュース  | 20:00 アルコ&ピース D.C.GARAGE（TBSラジオ） |
| 20 | 30 | 20:30 やるぜ!てっきゅう先生のサタデーナイト                                                                      | 20:00 アルコ&ピース D.C.GARAGE（TBSラジオ） |
| 21 | 00 | 21:00 空気階段の踊り場（TBSラジオ）                                                                              | 21:00 和歌山音楽解放区〜MUSIC GARAGE〜 |
| 22 | 00 | 22:00 櫻坂46 こちら有楽町星空放送局（ニッポン放送）                                                              | 22:00 TONPEIの今夜もうたWAナイト |
| 22 | 30 | 22:30 らしくあれ!                                                                                                | 22:30 なーさんち。 |
| 23 | 00 | 23:00 問わず語りの神田伯山（TBSラジオ）                                                                          | 23:00 痛快! アニメジオ |
| 23 | 30 | 23:30 音楽☆とらのアナ（火曜会）                                                                                  | 23:30 真田ナオキのミュージックフォトブック |
| 0  | 00 | 0:00 ももいろクローバーZ ももクロくらぶxoxo（ニッポン放送）                                                      | （0:00 - 5:00 放送休止） |
| 0  | 30 | 0:30 さまぁ〜ずのさまラジ（ニッポン放送）                                                                        | （0:00 - 5:00 放送休止） |
| 1  | 00 | 1:00 ニチレイpresents オードリーのオールナイトニッポン（ニッポン放送）                                           | （0:00 - 5:00 放送休止） |
| 2  | 00 | 1:00 ニチレイpresents オードリーのオールナイトニッポン（ニッポン放送）                                           | （0:00 - 5:00 放送休止） |
| 3  | 00 | 3:00 オールナイトニッポン0(ZERO)（ニッポン放送）                                                                 | （0:00 - 5:00 放送休止） |
| 4  | 00 | 4:00 ハライチのターン!（TBSラジオ）                                                                              | （0:00 - 5:00 放送休止） |

### 随時放送
- 和歌山放送ニュース
- 天気予報
- 交通情報
  - 各ワイド番組内で放送。

### 年度下半期のみ放送
- CHRISTMAS SHOWROOM（月曜日 19:00 - 19:30）
- 鶴光の噂のゴールデンリクエスト（ニッポン放送制作）[注 15]

### 断続的に放送
- ボクたちのODO[注 16]

### 特別番組
- 全国高等学校野球選手権和歌山大会実況中継（毎年7月）
  - 全国高校野球選手権大会中継（朝日放送ラジオ制作、和歌山県代表校の試合を中継）
- WBSラジオ・チャリティー・ミュージックソン（毎年12月24日12:00 - 12月25日12:00、NRN系企画ネット番組）
- 県議会ダイジェスト（和歌山県議会開会期間中随時、21時台に放送。当該の日は21時台の定時番組は休止となり、フィラー番組のミュージックコレクションに差し替え。また年度上半期のプロ野球中継放送日と重なる場合[注 17]は、野球中継の最大延長が21:30に制限される）
- 和歌山県知事新春対談（毎年1月1日）
- 和歌山県議会新春特別番組 議長ふるさとで語る（毎年1月1日）
- 新春和歌山県出身国会議員座談会（毎年1月第1or第2土曜日 13:30 - 15:30）[注 18]
- 和歌山けいりん・和歌山グランプリ実況中継（毎年1月中旬、準決勝・決勝を中継）
- 和歌山県市町村対抗ジュニア駅伝実況中継（毎年2月中旬）
- 春の交通安全キャンペーン〜いのち輝け〜（毎年4月上旬）
- 憲法を考える（毎年5月3日）
- 支えあう心〜和歌山をつなぐ赤い羽根〜（毎年10月の金曜日 18:30 - 18:40）[注 19]
- 梅の里社会人野球大会実況中継（毎年10月中旬の日曜日、田辺支局制作、御坊局以南のAM波のみで放送）
- 新宮まつり協賛 wbsラジオフェスティバル（毎年10月中旬、新宮支局制作）[注 20]
- wbsラジオまつり（毎年11月23日）[注 20]
- 東京箱根間往復大学駅伝競走実況中継（毎年1月2日・3日 9:00 - 14:00、文化放送制作）
- 母の詩 〜母の日によせて〜（毎年5月3日or4日 13:00 - 14:00、文化放送制作）
- 天皇盃 全国男子駅伝実況中継（毎年1月第3or第4日曜日 12:15 - 15:15、中国放送制作）

## 過去の番組

### 自社制作番組
平日朝
- おはようワカヤマ!（月 - 土 6:50 - 9:00）
- さわやかWIDEラジオでおはよう（月 - 金 6:20 - 9:00）
- おはよう和歌山放送です（月 - 金 6:20 - 9:00）
- おはようラジオWBS（月 - 金 6:20 - 9:00） [注 21]
- グッディ!

平日午前
- おはようおくさん!（月 - 金、9:00 - 10:50）
- さわやかWIDEハッピーナイン（月 - 金、9:00 - 10:40）
- きょうも元気で（月 - 金、11:00 - 11:45）
- 情報ワイド きい☆ハンター
- JAグループアワー

平日昼
- ミュージックパトロール（月 - 土 12:00 - 15:00）

平日午後
- スタジオ3時です
- 紀州路ネットワーク（月 - 金 15:00 - 18:30）
- 北尾博伸のラジまるワイド（1999年1月? - 2004年4月16日、田辺支局制作、AM御坊局・田辺白浜局・日置川すさみ局で放送）
- 田辺発感謝感激!アカシです。（田辺支局制作、AM御坊局・田辺白浜局・日置川すさみ局で放送）
- 新宮発☆ラジオDE元気!（1988年4月 - 2023年3月17日、新宮支局制作、AM串本局・新宮局で放送）

平日夕方
- 和歌山ダイヤル（月 - 土 17:30 - 18:00）
- 5時です。こちら情報センター（月 - 土 17:00 - 18:10）
- 今晩はふるさとさん（月 - 金 18:30 - 19:10）
- 和歌山ライブ 夕方わくわく（月 - 金 16:40 - 18:30）
- ニュースde和歌山 ちょくダネ。
- いまさらサラダ（2016年3月28日 - 2016年9月23日）

平日ナイターオフ
- リクエスト歌謡特急便

平日夜
- WBCワイドニュース（月 - 土 22:00 - 22:50、 22:00 - 22:30）

平日深夜
- ミスオレンジDJ

土曜日
- 照らせ!紀州路（土 6:00 - 6:30）
- おはよう土曜日
- さわやか土曜日
- 土曜特集!（土 9:00 - 10:50）
- 女の土曜日
- わかやま土曜ワイド
- フレッシュサタデー
- 悩みの相談室（土 11:00 - 11:40）
- ハロー!サタデー三島栄美子です
- サタデーハッピーライン
- 今週のベストスリー（土 15:00 - 16:10）
- 懐メロ電話リクエスト（土 18:10 - 20:10）
- なつメロ特集
- Music Jam
- 073(オーナミ)のBIG WAVE
- 秘密のビートルズ
  - ロックを変えたギターヒーロー
- サタデープラス
- はやのりの介護一本道
- 紀州ことばの旅
  - 新・紀州ことばの旅
- 鬼教官とミンチのスポーツよもやま話
- 貴志リハ 健康ラジオ
- 経済トピックス
- Saturday Music Express
- 小林睦郎の僕はこんな曲を聴いてきた
- スターフードレストラン

日曜日
- サンデー歌謡曲
- ワイドスペシャル サンデーパトロール（日 12:00 - 18:00）
- ワイドワイドサンデー ふれあい電リクふるさと縦断

日曜昼12時から最長16時55分まで放送していたことがあった伝説の番組。阪和自動車道和歌山インターチェンジ近くの『インターボウル』（ボウリング場）から公開生放送していたが、それまでは本社社屋に隣接する和歌山放送ハウジングプラザや長崎屋和歌山店2階に設置されていたサテライトスタジオより放送していた。
- サンデーリゾートエクスプレス

1994年の世界リゾート博開催時に和歌山マリーナシティの特設スタジオから生中継を行っていた。
- ホエール和代のワンダフルわーるど（日 14:00 - 15:00）
- U'keiのゆうたり、のんだり（日 22:30 - 23:00）
- ビューティフルサンデー
- イントロ@ラジオ
- 大人のラジオ

その他
- 情報アンテナ ニュース発見
- むつろうのラジオDE元気
- WBSニューストゥディ
- 電リクラジ坊
- ラジ坊
- ミュージックJEM
- ミュージックシャトル
- HONDA 歌謡ベスト10
- 紀の国寄席
- ちょっと奥さん早苗です
- ぼのぼの電リク
- サンデースポーツ&ニュース
- 髭ちゃんのはっぴーもーにんぐ
- 和歌山日本一物語
- 小田川和彦のおーい青春リクエスト
- 朝からビタミンソーダ
- プロ野球・南海ホークス戦主催試合中継（正式題名『ゴーゴーホークス』。南海電鉄が筆頭株主であったことと、大阪府でも同電鉄沿線の泉州・大阪湾地域など南部の一部で聴取ができたことを踏まえ、南海グループ一社協賛で日曜日を中心にデーゲーム中継をしていた。また『ガッツ!!ホークス』という応援番組も実在した）
- 中川智美のマイペースGo on
- つナイトプロローグ
- つれもてナイト（火 - 金のみ、月曜日は『つれもてないと 藪下将人のハッピーマンデー』として継続）
- つれもてワイド（2012年3月まで）
  - 朝からつれもて（月 - 金 6:40 - 9:00）
  - もっと、つれわか!（月 - 金 9:00 - 10:40）
  - ひるドキッ♪紀州路（月 - 金 12:50 - 13:00、15:00 - 15:45）
  - wbsニュース今日あす（月 - 金 16:40 - 18:30）
- ウインズ平阪のきょうも全力投球!!
- ファンタスティックたまきともりオブザイヤーのダンシングオールナイト
- 真山みき 人生歌三昧
- ヘンリー•TONPEIの今夜もハイボール
- 連続ラジオ小説 
  - 大賀蓮、世界に花開く
  - 紀州のエジソンの女房〜島精機を支えた肝っ玉母さん 島和代物語
  - 慶雲の星の下に生まれし者〜勝本僖一物語
  - 子を思う 親の心を積み重ねて
- 和歌山ミュージックチューブ
- 健康ゼミナール・頭の話
- まなびぃの昼ドキッ!ラジオ
- オオハッシーの世ばなし歌ばなし
- ラジオで和歌山
- 安東由美子の「ざっくばらん!」
  - 安東由美子と西司の紀州上陸
- 見上げれば満点の星
- de R
- 大竹真一郎のきょうも胃ぃ腸し♪
  - 大竹真一郎のもっと胃い腸し♪♪
- 金子俊之の今日もいい調子♪
- 前略 道の駅から
- ロケハンだかなんだか
- ラジオのチカラ（防災特別番組）
- 濱口祐自のギターに感謝!音楽に感謝!（新宮支局制作）
- きぃめぐり
- さわやかサンデー
- Rock'n Saturday
- 週刊ガラRADIO
- 宮本静のふるさと癒し歌
- 健やかな老後をおくろう
- サンコンと愉快な仲間たち!
- ミュージックファイル
- アパレルに革命を起こした男〜島正博物語
- 静が十年
- Honda Dream Navi
- ミュージックヒュッゲ
- 賀川けい子のファッショナブルナイト
- ふるさとのチカラ
- HAPPY★SMILE
- ミュージックW
- Forza!アルテリーヴォ
- ニコルソン劇場
- なるほど!納得!暮らしは経済だ
- 寺下真理子の恋するヴァイオリン
- 今日のお話
- ふるさと和歌山の防災
- Fun×Fam学園放送部♪
- はやのり・ふきこのポジティブな時間

### ネット番組
☆は同時ネット、★は時差ネット。

#### TBSラジオ制作
- デブッタンテ☆
- 夢★夢Engine!☆
- 簡易恋愛プログラム 宮川賢のデートの時間でそ?!☆（ナイターオフ期間中のみ）
- オーディナリーミュージック☆
- 歌うヘッドライト（1995年10月3日-番組終了）→あなたへモーニングコール（ともに☆）
- 小沢昭一の小沢昭一的こころ★（1980年代前半ごろ[注 22]）→☆（移行時期不明-1998年4月3日）→一時ネット離脱→★（2006年4月3日 - 2008年9月26日[注 23]）★
- 沢口靖子の気分はシェイプアップ（1986年度のナイターオフ期に放送[注 24]）★
- 三菱ドライビングポップス→中村雅俊マイ・ホームページ（ともに★）
- 永六輔の誰かとどこかで（WBSでは、途中でネット打ち切り[注 25]）
- 明日へのエール〜ことばにのせて〜★
- ダイハツ presents 伊集院光とらじおとクルマと仕事と★
- “ほっと”インフォメーション（当初は★。スポーツニュース枠に転換した1999年4月以降は、企画ネット番組として放送）
- コカ・コーラ[注 26]一社提供枠
  - サウンズ・ウィズ・コーク→STUDIO C2 SQUARE(この番組のみ、企画ネット）→清水圭のガッコーの人気者
- Fine!!☆
  - Fine music☆
- ドライバーズ・リクエスト
- GIFT〜未来への贈り物〜
- 朗読のミカタ
- 歌のない歌謡曲（企画ネット番組）
- Music Palette♪☆
- 三井ダイレクト損保 presents 強くてやさしい金曜日
- （生島ヒロシの）おはよう一直線☆
- きしたかののブタピエロ☆

その他

#### 文化放送制作
- オトナカレッジ☆
- ミュージックギフト〜音楽・地球号（ナイター期間中は★、ナイターオフ期間中は☆で放送していた）
- キニナル（ナイター期間中は★、ナイターオフ期間中は☆で放送していた）
- 純喫茶・谷村新司★
- 川中美幸 人・うた・心★（WBSでは、2012年3月まで放送）
- 渡辺徹 家族の時間★
- 大学受験ラジオ講座
- ヒャダインのわーきゃーいわれたい
- ラジオライブラリー「新・人間革命」
- ノン子とのび太のアニメスクランブル
- 氷川きよし 限界突破RADIO★[注 27]
- ビューティフル・メロディーズ〜よみがえる青春のポップス
- 大竹発見伝〜ザ・ゴールデンヒストリー[注 28]
- ラジオアミューズメントパーク
- ココロのオンガク 〜music for you〜☆
- みんなの音楽室☆

その他

#### ニッポン放送制作
- NISSANナマ生ステーション☆
- だんとつタモリ おもしろ大放送!☆
- 巨匠・高田文夫のラジオで行こう!☆
- ニュースワイド 欽ちゃんのもっぱらの評判☆
- 板東英二のバンバン行ってみよう!☆
- 腹よじれAGOHAZUSHI連盟☆
- そのまんま東のぐらぐらグラッチェ☆
- 峰竜太のナンデモアルキメデス☆
- 羽川英樹のトップスターベスト100☆
- ヨッ!お疲れさん☆
- タモリの週刊ダイナマイク☆
- Super Music Stadium☆
- 松山千春 新たなる旅立ち 21世紀の君に勇気ありがとう☆
- マル金チャレンジランド☆
- ナイターニュース→ショウアップナイターストライク!→松本ひでおのショウアップナイターストライク!→松本ひでおのショウアップナイターネクスト→松本ひでおのショウアップナイターGO!GO!→ショウアップナイターバッテリー→オールナイトニッポンPremium（いずれも☆）
- 広瀬香美 ラジオdeフォロ〜ミ〜☆
- 松本ひでお 情報発見 ココだけ☆
- 〜今日も一日〜 Good Job ニッポン☆
- スポーツ伝説
- どうですか歌謡曲
- ランチリクエスト（企画ネット番組）[注 29]
- 今夜もオトパラ!☆
- ザ・プレイヤーズ☆
- Reprofile☆
- 春奈るな るなティックワールド☆
- オールナイトニッポンR→オールナイトニッポンPremium（いずれも☆）
- オールナイトニッポン0(ZERO)☆[注 30]
- 玉城ティナとある世界☆
- マキタスポーツ食道☆
- 週刊わくわくエクストリーム☆
- 美女対談★（2015年度版[注 31]は☆）
- 欽欽乃欽欽学学教室→欽欽のトッピンシャン（ともに★。WBSでは、日曜14時台前半に放送していた）
- 日立製作所一社提供枠
  - 日立ミュージック・イン・ハイフォニック→日立ミュージック・イン→HITACHI FAN! FUN! TODAY→HITACHI CRESCENT TIME→うえちゃんの日立おっかけトーク[注 32]→KOASAくんの日立ほっとトーク（いずれも★）
- ネットワーク探偵団★
- 独占!!Jリーグエキスプレス★
- ほっと一息裕子です→美和子のどーですか、みなさん！（ともに★）
- 裕司と雅子のガバッといただき!!60分★
- 清水ミチコのミッチャン・インポッシブル JX-ENEOS童話の花束★[注 33]
- JFマリンバンク海の天気予報★
- 大竹しのぶ 今伝えたいメッセージ★
- 中村こずえのサウンドピクチャー
- 土屋礼央 SOUND RING☆
- ラジオ新大陸☆
- dreamBoatのラジボート☆
- ガクのネ「戦國ロックラジオ 天歌奏論」☆
- ザ・フォーカス☆
- ミュージックスクランブル
- 前田裕二のゼロイチ
- 相田翔子のスウィート・ソレイユ
- トヨタ街角ステーション（企画ネット番組）
- 日本を元気に!あなたの街のささえびと（企画ネット番組）
- 安東弘樹 Let’s Go Friday☆
- ロケット団の定例ラジオ☆
- ラジオマガジン・登龍門☆
- KIREI NOTE Lounge（ラジオ大阪と共同制作）☆
- カジ旅フリーpresents NON STYLEと峯岸みなみのフリースタイルジャーニー★
- 伊藤蘭 RAN To You☆
- 橋本直と鈴木真海子のCROSSPOD☆
- ENEOSプレゼンツ あさナビ
- ゲッターズ飯田 ラジオで占いまSHOW☆
- 中川翔子 アニメサークル☆
- 中居正広 ON&ON AIR
- 泉房穂の情熱ラジオ☆

その他

#### その他番組制作会社制作
- ENEOS presents DREAMS COME TRUE 中村正人のENERGY for ALL（TOKYO FM制作）
- アグネスのサニーサイドUP!
- うたのたね
- マイハートフルSONG
- アニメ探偵団3
- さぁ〜あなたの出番です!
- みやちゃん・アツシの南米便り
- 本庄強・岡崎翔のオラジオサン
- おすすめ歌謡
- 岩波理恵の本気ートーク!
- 健康とっておき!
- 高橋洋子のあ〜ねっ!
- 城之内早苗のハートフルダイアリー
- ゆあさみちるのど〜ん!丼!Don!
- ミュージックブルペン
  - 駒田徳広の逆転満塁ホームラン
- もみの木ハウス通信
- 歌謡デリバリー
- 京太郎の噂の歌謡曲
  - 岡本京太郎の歌謡ルネッサンス
- 柏原芳恵のJumpin' Music
- 歌謡ナビゲーション
- 真田ナオキのミュージックフォトブック（ぎふチャン）[注 34]
- 島田秀平の開運ラジオ

その他

#### 宗教番組
- 心のいこい
- 浄土宗の時間
- 浄土真宗親鸞会の時間
- ラジオ朗読版「なぜ生きる」
- 西本願寺の時間
- 天理教の時間

## アナウンサー・パーソナリティー
出典

### アナウンサー・専属パーソナリティー
| 氏名                                                                       | 主な担当番組 | 出身                                                                       | 備考                                                                       |
| 和歌山本社アナウンサー・専属パーソナリティー（契約・嘱託アナウンサー含む） | 和歌山本社アナウンサー・専属パーソナリティー（契約・嘱託アナウンサー含む）                                                                | 和歌山本社アナウンサー・専属パーソナリティー（契約・嘱託アナウンサー含む） | 和歌山本社アナウンサー・専属パーソナリティー（契約・嘱託アナウンサー含む） |
| -------------------------------------------------------------------------- | --- | -------------------------------------------------------------------------- | -------------------------------------------------------------------------- |
| 小田川和彦                                                                 | 『ボックス（火）』『JAグループアワー』『名歌選集』『今日のお話』『コレ☆オシ』                                                             | 東京都                                                                     | 嘱託契約社員 元正社員                                                      |
| 北尾博伸                                                                   | 『グッディ!（火 - 金）』『痛快! アニメジオ』                                                                                              | 大阪府                                                                     | ディレクター兼任                                                           |
| 小林睦郎                                                                   | 『グッディ!（月）』『ラジオカフェ』 | 兵庫県                                                                     | 嘱託契約社員 元正社員                                                      |
| 高松良誠                                                                   | 『ボックス（月）』 |                                                                            | 契約社員 元テレビ和歌山アナウンサー                                        |
| チェリー                                                                   | 『らしくあれ!』『南美枝子と歌っチャオ』                                                                                                   |                                                                            | 専属パーソナリティー ディレクター兼任                                      |
| 寺門秀介                                                                   | 『wbsニュース5（月 - 木）』『オピニオントーク』『経済ジャーナル』『佐山和夫マンスリートーク』『県議会ダイジェスト』『新・紀州ことばの旅』 | 東京都                                                                     | 報道記者兼任 田辺支局から転任                                              |
| 野々村邦夫                                                                 | 『JAグループアワー』 |                                                                            | 嘱託契約社員 元正社員                                                      |
| 平井理弘                                                                   | 『賀川けい子のファッショナブルナイト』 | 大阪府                                                                     | 報道制作局長兼任 高知放送から移籍                                          |
| 髭白卓道                                                                   | 『ボクたちのODO』 | 和歌山県                                                                   | ディレクター兼任                                                           |
| 赤井ゆかり                                                                 | 『ボックス（金）』『ウインズ平阪の紀州和歌山へ!』『ラジオ健康相談』                                                                       | 和歌山県                                                                   | 契約社員 元テレビ和歌山アナウンサー                                        |
| 岩崎蕗子（ふきこ）                                                         | 『有田リアン+』 |                                                                            | 専属パーソナリティー                                                       |
| 笠野衣美                                                                   | 『ボックス（水）』『wbsニュース5（金）』『ラジオでお届け!県政最前線』                                                                     | 和歌山県海南市                                                             | 契約社員 元テレビ和歌山アナウンサー                                        |
| 倉窪莉沙                                                                   | 『マエオカテツヤの全開!木曜日』 |                                                                            | 専属パーソナリティー                                                       |
| 小坂都                                                                     | 『服部直樹の全開!月曜日』 |                                                                            | 専属パーソナリティー                                                       |
| 税所ひかる                                                                 | 『サタデー・ニュース&スポーツ』『県庁だより』                                                                                             |                                                                            |                                                                            |
| 鶴岡早苗                                                                   | 『オークワはっぴいアフタヌーン』『ボックス・早苗の耳よりラジオ』                                                                          |                                                                            | 専属パーソナリティー                                                       |
| 中川智美                                                                   | 『ボックス（木）』『しそまるの全開!金曜日』『県庁だより』                                                                                 | 大阪府生まれの兵庫県育ち                                                   | 契約社員                                                                   |
| 福山ひでみ                                                                 | 『福山ひでみのココロのしおり』 | 和歌山県和歌山市                                                           | 専属パーソナリティー                                                       |
| 三浦ちあき                                                                 | 『WA!ERA』『定期便・教育の窓』『ラジオで女子旅』                                                                                          | 富山県                                                                     | 契約社員                                                                   |
| 三崎智子                                                                   | 『わんだーらんどの全開!火曜日』 |                                                                            | 専属パーソナリティー                                                       |
| 南くるみ                                                                   | 『スターフードレストラン』 | 和歌山県御坊市                                                             | 専属パーソナリティー                                                       |
| 田辺支局専属パーソナリティー                                               | |                                                                            |                                                                            |
| 松原燈                                                                     | 『やにこいラジオ 昼いちばん!』 |                                                                            | [ 注 38 ]                                                                  |
| 森田みゆき                                                                 | 『やにこいラジオ 昼いちばん!』 |                                                                            |                                                                            |
| 山下博美（きよちゃん）                                                     | 和歌山県田辺市 |                                                                            |                                                                            |
| 新宮支局専属パーソナリティー                                               | |                                                                            |                                                                            |
| 柿白享子                                                                   | 『新宮発☆ラジオDE元気!』 | 三重県                                                                     |                                                                            |
| 尾﨑さとみ                                                                 | 『新宮発☆ラジオDE元気!』 | 和歌山県                                                                   |                                                                            |
| 引本孝之                                                                   | 『引本孝之のお天気ダイヤル』『新宮発☆ラジオDE元気!』                                                                                      | 和歌山県新宮市                                                             | 気象予報士                                                                 |

### 外部契約出演パーソナリティー
- ウィンズ平阪
- 桂枝曾丸
- すみたに（角谷匡俊（まさとし）・角谷佳洋（よしひろ）兄弟）
- 服部直樹
- マエオカテツヤ
- 藪下将人
- わんだーらんど
- 伊舞なおみ
- Shino
- 土山和子
- 柳橋さやか
- 津山理美
- HIRO

### 元アナウンサー・パーソナリティー
男性
- 加百正志
- 大前一樹（有限会社オールコレクト代表取締役・フリーアナウンサー。オリックス・バファローズのシニアビジュアルプロデューサー時代もアナウンサー活動を継続）
- 小川孝夫（元和歌山市議会議員）
- 藤本喜八郎（退社後の1984年10月から半年間、テレビ東京の関東ローカル番組『ときめきプレヌーン』で司会を担当）
- 山本安幸（新潟総合テレビへ移籍後退職。現在エフエム雪国取締役放送局長）
- 渡辺一郎（渡辺和俊）（現：オフィスキイワード所属のフリーアナウンサー）
- 川井淳史（2016年3月退社、現：フリーアナウンサー）

女性
- 三久美千子
- 塚本けいこ（アナウンサーとして入社、5年間勤務の後フリーとなり現在に至る）[21]
- 阿部由紀子（現在は東京在住）
- 宮本淳子（退社後にK-MIXアナウンサーを経て、静岡県内の大学講師へ就任）
- 池田香弥（県内の学校の民間人校長に就任した）
- 宮上明子（夫の転勤の為2011年5月末で退社。一部番組には現在も出演を続けている）
- 小川真由（2008年入社、2011年退社。ラジオ大阪アナウンサー・NHK金沢放送局契約キャスターを経て、現在はNHK大阪放送局の契約リポーター）
- 五十嵐利恵（2009年11月にテレビ愛媛から移籍。2010年2月まで在籍。その後、NHK水戸放送局契約キャスター、ミヤギテレビ、新潟テレビ21を経て2017年現在、アルビレックス新潟に勤務している模様。）
- 松本有加（2011年入社、契約満了に伴い2012年3月退社。5月よりFM山陰→NHK大津放送局→フリー）
- 国丘彩乃（結婚に伴い2015年9月退社）
- 覚道沙恵子（2015年入社、2020年9月退社、現：フリーアナウンサー）
- 深井瞭（2020年入社、2022年春から湘南ケーブルネットワーク）

専属パーソナリティー
- 峪仁美
- 中谷まや（田辺支局）

## 備考
- 和歌山県は、テレビは在阪準キー局4社（毎日放送、ABCテレビ、関西テレビ、読売テレビ）のサービスエリアであり、中継局も多く設置されている。しかし、AMラジオは在阪民放3社（ABCラジオ、MBSラジオ、ラジオ大阪）のサービスエリアであるにもかかわらず、中継局が存在しない。また県域FM局（NHKとFM補完放送除く）もないため、県内の中部・南部地域では、民放ラジオ局では放送エリアとする当局の他には、紀伊水道を挟んだ四国放送のみ聴取可能という地域が多い。また広域放送エリア内に所在する県域AM局[注 40]では唯一JRNに加盟している。
  - また、大阪府南部（特に泉南地域）でも受信しやすいことから、かつては泉南地区（オークワスカイシティ泉南店）にもサテライトスタジオを設けていた時期があり、現在でも泉南地区の情報を伝えたり、泉南地区の企業のCMが流れることがある。反面、2011年からwbsの配信が開始されたradikoは、大阪府内での聴取ができない（2014年からradikoプレミアムで聴取可）。
  - 民放FM局の受信は、紀北の大半ではエフエム大阪、FM802、FM COCOLOが、紀伊水道付近はエフエム徳島とKiss-FM KOBEが、新宮市周辺はエフエム三重で受信可能な地域がある。
- 和歌山県内を中心にチェーン展開するスーパーオークワとは密接な関係を持っている。番組内でお買い得情報などを流したり、1990年代においては、大型店舗が開店すると店舗内にサテライトスタジオを設け、番組を流していた。
- 1430kHz・1431kHz時代のオープニングBGM後には女性アナウンサーの声で「J・O・V・F、J・O・V・F、J・O・V・F、（こちらは）和歌山放送です。（和歌山→田辺白浜→新宮→串本→橋本の順）、以上5局を結んで、ただいまから、本日の放送を、開始いたします。」
- 24時間放送を導入する以前、放送終了アナウンスにおいて「受験生の皆さん。このあとも、健康に気をつけて、勉強に取り組みましょう」という、大学受験生に向けてのメッセージを盛り込んでいた時期があった。この当時（1980年代初頭まで）は、旺文社協賛・『大学受験ラジオ講座』が、毎日の最終番組として深夜0時30分から放送し、同1時30分に当日の全ての放送を終了していた（当時の放送終了アナウンスは、エコーがかかった女性の声。またアナウンス後には、ロバート・マクスウェル楽団の『引き潮』[注 41]がBGMとして流れた。
  - 以下のものは、1980年2月11日放送のアナウンスメント。

和歌山放送です。これで、本日の放送は、全部終了いたしました。このあと5時半まで、しばらくおやすみをいただきます。受験生の皆さん（ここは呼びかける口調で）、このあとも、健康に気をつけて、勉強に取り組みましょう。J・O・V・F、和歌山放送です。和歌山放送局、1431kHz、5kW。田辺白浜放送局、1062kHz、100W。新宮放送局、1557kHz、100W。串本放送局、1431kHz、100W。橋本放送局、1485kHz、100W、以上5局を結んで、お送りいたしました。
- 2000年には、徳川御三家のお膝元である東海ラジオ・茨城放送との共同制作で、「大河ドラマ」（NHK）の『葵 徳川三代』放送記念特別番組を放送した。
- 民放ラジオ局で初めて、夏の高校野球 地方大会の全試合実況を行った局であり、現在も全試合実況を続けているのはwbsだけである。しかし2007年は19時で放送を終了し、2008年からは開会式の中継を行なっていない。
- MBSラジオが春のセンバツの全試合中継を取りやめたため、2009年の大会では、和歌山県立箕島高等学校が出場した試合を実況生中継した。これは、開局50周年記念として行われたもので、在阪局以外の地方局では初めてである。その後も基本的に和歌山県内の学校が出場する試合については実況生中継を行っている[22][23]。2024年現在、センバツ高校野球を民放ラジオで中継を行っているのはMBSラジオが中継する決勝戦を除き当局が唯一である[24]。
- 和歌山県は、南海トラフ巨大地震による地震・津波の被害が懸念されているほか、古くから大雨・台風の被害に悩まされている地域である。この事から、CM枠を使って『wbs地震防災一口メモ』と題した、啓発スポットを随時放送。防災意識の向上に努めている。2017年からは、これに企業協賛を加えた、『wbs防災キャンペーン一口メモ』として、新規に収録した内容を並行して放送している。
- 2022年にオープンした和歌山市立有吉佐和子記念館館長で2021年まで天満天神繁昌亭二代目支配人を務めた恩田雅和は和歌山放送に1974年 - 2006年まで在籍、「紀の国寄席」などを放送した。
- 2024年5月に光回線、WiMAXなどインターネット回線の比較メディア「和歌山放送の得するネット」を公開した。
- 2025年6月に和歌山県の観光・グルメ・暮らし情報を発信する地域メディア「よう来たなぁ和歌山」を公開した。